# Joan Pere Segura de Lago
Joan Pere Segura de Lago (Algemesí, 7 de novembre de 1911 — València, 27 de novembre de 1972) va ser un arquitecte valencià.
Va estudiar arquitectura a Madrid, obtenint-ne el títol l'any 1940. Posteriorment va obtenir el grau de doctor (1966).
Com a arquitecte va deixar nombroses obres al seu poble natal. També va dirigir obres de restauració de la Catedral de València (1967), el Monestir de Santa Maria del Puig (1943), el Col·legi del Patriarca (1968), i la construcció ex novo de l'Església de la Santíssima Trinitat i Sant Josep de la Pobla de Vallbona (1947-1957).
Les seues obres públiques més importants són el projecte de l'Arxiu General del Regne de València, inaugurat per Francisco Franco l'any 1965, i l'Arxiu Central de l'Administració de l'Estat, a Alcalá de Henares (1968).
Va ser autor de diversos estudis de caràcter històric sobre el poble d'Algemesí, del qual va ser cronista oficial entre 1949 i 1955.
Va ser president de Lo Rat Penat entre 1961 i 1972.